# Aguidel
Aguidel ou Aghidel (en russe : Агидель ; en bachkir : Ағиҙел ; en tatar : Ağidel), est une ville de la république de Bachkirie, en Russie. Sa population s'élève à 14 601 habitants en 2019.

## Géographie
Aguidel se trouve près du point de confluence de la rivière Belaïa et de la Kama, à 29 km au sud-ouest de Neftekamsk, à 182 km au nord-ouest d'Oufa et à 1 018 km à l'est de Moscou.

## Histoire
Aguidel a été fondée en 1980 dans le cadre de la construction de la centrale nucléaire de Bachkirie. Mais après la catastrophe de Tchernobyl, en 1986, la population du Tatarstan s'opposa vigoureusement à la construction d'une centrale nucléaire près de la frontière de la république. Aguidel accéda au statut de commune urbaine en 1984 et à celui de ville en 1991.

## Population
Recensements (*) ou estimations de la population
| 1989*  | 2002*  | 2010*  | 2012   | 2013   | 2014   |
| ------ | ------ | ------ | ------ | ------ | ------ |
| 16 067 | 18 721 | 16 370 | 16 123 | 15 932 | 15 865 |

| 2015   | 2016   | 2017   | 2018   | 2019   | 2020 |
| ------ | ------ | ------ | ------ | ------ | ---- |
| 15 749 | 15 616 | 15 281 | 14 959 | 14 601 | -    |

## Économie
Aguidel possède plusieurs entreprises du secteur agroalimentaire et des usines de matériaux de construction.

## Divers
Le groupe de rock russe DDT a dédié la chanson Белая река (Rivière blanche) de leur album Это всё (C'est tout), sorti en 1994, à la ville d'Aguidel.